# Російський державний драматичний театр імені А. П. Чехова
Росі́йський держа́вний драмати́чний теа́тр і́мені А. П. Че́хова (рум. Teatrul Dramatic Rus de Stat „A. P. Cehov”; рос. Русский драматический театр имени А. П. Чехова) — драматичний театр у столиці Республіка Молдова місті Кишиневі, вистави якого даються російською, культурний осередок міста і держави.

## Історія
Театр був заснований у Тирасполі 5 листопада 1934 року. Організатором театру і першим директором був М. П. Зубов. 
У 1940 році театр переїхав до Кишинева в приміщення колишнього міського театру «Експрес». 
На початку Другої світової війни (1941) театр переїхав до Одеси (Україна), а звідти був евакуйований до міста Черкеськ (РСФСР). У серпні 1942 року, після окупації Черкеська, театр переїхав ще далі — в Мари (Туркменська РСР).
В результаті Яссько-Кишинівської операції (1944) театр повернувся до Молдавської РСР. 
Починаючи від 1945 року (і дотепер) театр розташовується в приміщенні колишньої хоральної синагоги Кишинева, на той час головної єврейської культової споруди, побудованої в 1913 році.

## Трупа (2011)
- головний режисер — Народний артист Республіки Молдови Александру Васілаке (Alexandru Vasilache)
- режисер — заслужений діяч мистецтв Республіки Молдова Віктор Казаченко
- режисер — заслужений діяч Республіки Молдови Ілля Шац
- директор театру — Любов Росіна
- керівник літературної частини — Валентина Склярова.